# Kiritampo

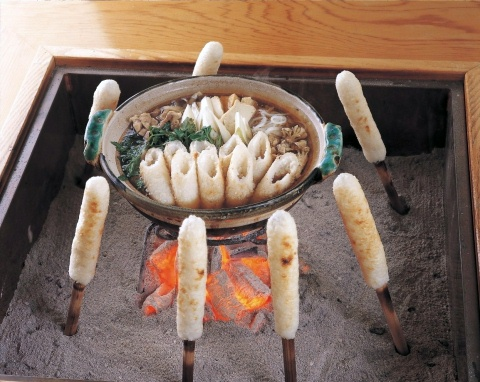
Tampo und Kiritampo-nabe

Kiritampo (japanisch きりたんぽ Kiritanpo) ist eine regionale Reisspezialität der Präfektur Akita in Japan. Tampo bedeutet „Stoff umgebener Baumwollball“, sein Erscheinungsbild stammt von der Speerscheide. Für Eintopfgerichte wird Tampo diagonal geschnitten, was dann Kiritampo genannt wird.

## Herstellung

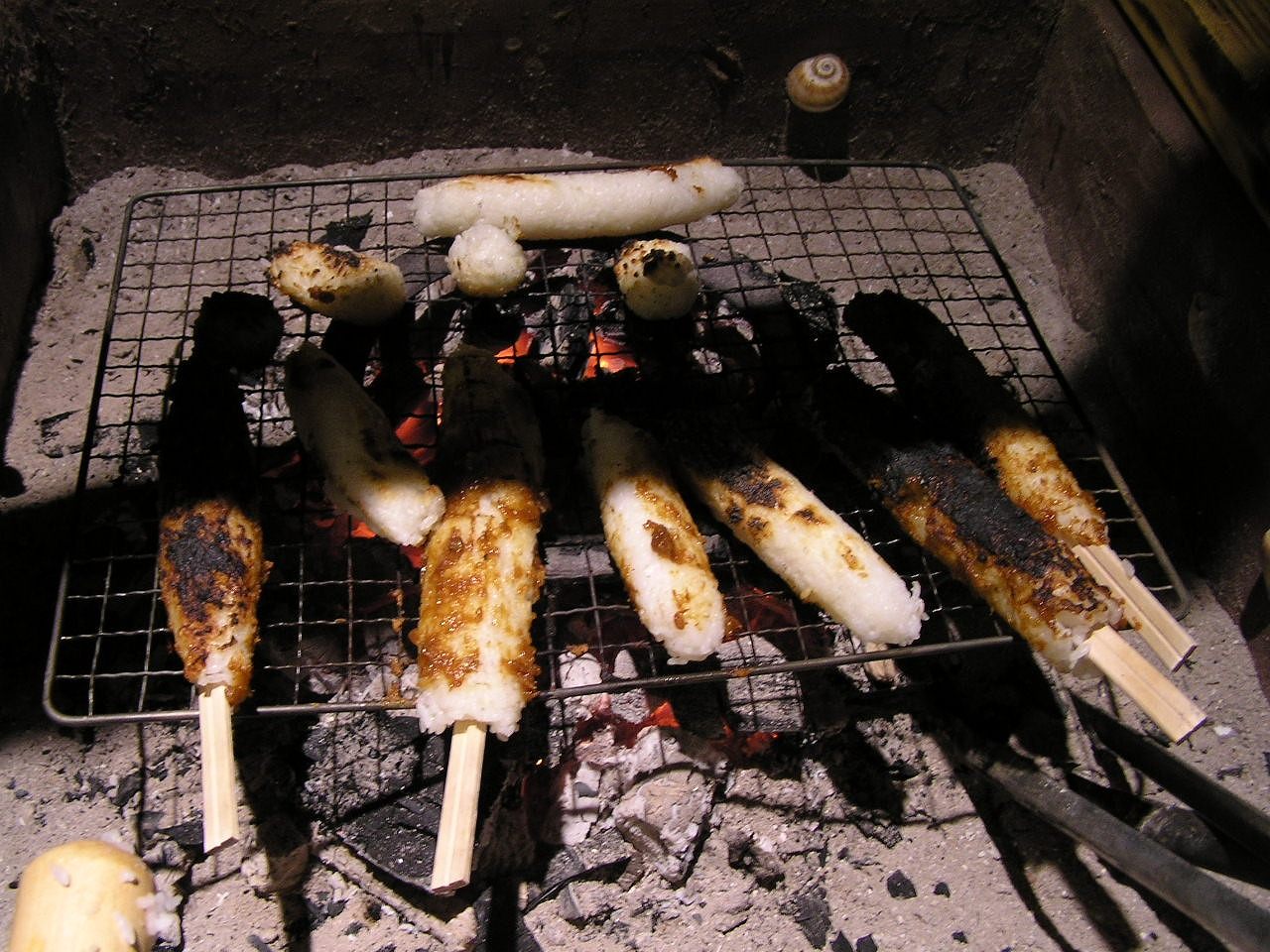
Misotsuketampo

Reis wird im Mörser (jap. すり鉢) mit einem Stößel (jap. すりこぎ) zerkleinert. Das heißt Hangoroshi (jap. はんごろし)  und bedeutet „halbtot schlagen“.
Der Hangoroshireis wird um einen Spieß aus Sicheltanne gewickelt und auf dem Holzkohlenfeuer goldbraun geröstet. Danach werden die Röhren in Ringe geschnitten.

## Verzehr
Tampo kann als Kiritampo-nabe oder Misotsuketampo gegessen werden.
Kiritampo-nabe
Bei Kiritampo-nabe handelt es sich um ein traditionelles Eintopfgericht mit Geflügel (Hinaijidori) und Gemüse (japanische Schwarzwurzel, Maitake, Porree, japanische Petersilie). Sowohl Kiritampo-nabe als auch Misotsuketampo werden auf Basis einer kräftigen Sojabrühe hergestellt.  Zu dieser Brühe werden Geflügelkarkassen (Hinaijidori), kräftige Sojasauce, japanischer Reiswein, und Zucker verwendet.
Misotsuketampo
Für Misotsuketampo wird Tampo geröstet und mit süßem Miso übergossen.